# Francisco Jarauta
Francisco Jarauta (Saragossa, 1941) és catedràtic de Filosofia de la Universitat de Múrcia. Doctor en Filosofia, Antropologia i Història de l'art, ha impartit classes en diverses universitats europees i americanes. Així mateix, col·labora amb diferents institucions de recerca i anàlisi internacionals i compagina la seva tasca acadèmica sobre estètica, art i filosofia amb la vinculació als patronats d'institucions culturals com el Centro Andaluz de Arte Contemporáneo i el Museo Nacional Centro de Arte Reina Sofía.
Ha estat comissari de diverses exposicions internacionals, com ara «Desde el puente de los años. Paul Celan – Gisèle Celan-Lestrange» (Círculo de Bellas Artes de Madrid, 2004) i «Micro-Utopías. Arte y Arquitectura» (Biennal de València, 2003). Entre els seus últims llibres publicats destaquen Tensiones del arte y la cultura en el fin de siglo (Fundación Marcelino Botín, 2003), Gobernar la globalización (Fundación Cajamurcia, 2004) i Viollet-Le-Duc. Conversaciones sobre la arquitectura (COAATMU, 2007).